# Cyberspionage
Cyberspionage is het stiekem onderzoeken en achterhalen van (staats)geheimen via internet. Het College Bescherming Persoonsgegevens (CBP) omschrijft cyberspionage als schending van de privacy. In de VS is cyberspionage een manier waarmee veiligheidsdiensten de veiligheid van Amerikaanse burgers trachten te garanderen. Cyberspionage kan gebeuren op persoonlijk, economisch en staatsniveau.

## Spyware
Om aan cyberspionage te doen, is spyware nodig. Via spyware kunnen informatie en documenten langs het internet verkregen worden van computers, tablets, mobiele telefoons ... Spyware is software die samen met bepaalde programma's wordt geïnstalleerd of samen met een virus geopend wordt op een apparaat. Spyware kan ook door een hacker onopvallend geïnstalleerd worden om bijvoorbeeld e-mails te lezen, gesprekken op te nemen of keystrokes te registreren. Ook overheden kunnen spyware gebruiken om aan cyberspionage te doen. Wanneer dit het geval is, spreekt men vaak over govware of policeware.

### Voorbeelden

#### PRISM
In juni 2013 kwam het cyberspionageprogramma PRISM aan het licht door uitgelekte info omtrent het gebruik van privégegevens die op computer en/of op het internet aanwezig is. De klokkenluider Edward Snowden, voormalig werknemer van de NSA in Hawaï, doet zijn verhaal over het spionage-programma via een interview dat op 9 juni 2013 verscheen op YouTube. In het filmpje legt hij uit hoe het PRISM-programma wordt misbruikt.
De Veiligheidsdiensten van de VS verzamelen internetgegevens van mensen buiten Amerika via een spionageprogramma. Het is hun bedoeling om op deze manier hun land en inwoners te beschermen tegen terrorisme en andere criminele bedoelingen.
Het PRISM-programma was een topgeheim die de mogelijkheid bevat om onze privégegevens in te kijken. Het spionageprogramma is, voor zover geweten, sinds 2007 actief. In 2013 werd het spionageprogramma pas echt bekend.
Het Federal Bureau of Investigation vergaart via het spionage-programma PRISM internetgegevens van mensen, die mogelijke gevaren kunnen zijn voor de Amerikanen en de rest van de wereld. Naast de FBI is er ook de National Security Agency (NSA) die zich meer richt op veiligheid binnen de Verenigde Staten. Beide diensten vormen samen met de CIA, de veiligheidsdiensten. Dit valt onder de bevoegdheid van de Amerikaanse overheid.

#### ECHELON
Het bestaan van dit spionageprogramma werd in het jaar 2000 onderzocht door een tijdelijke commissie van het Europees Parlement. Vervolgens werd dit in 2015 bevestigd in het kader van de Snowden-onthullingen.
ECHELON werd vanaf 1973 operationeel en werd ontwikkeld in het kader van de Koude Oorlog. Het is een samenwerking tussen "The Five Eyes", meer bepaald VS, VK, Canada, Australië en Nieuw-Zeeland.

#### DCSNet
DCSNet is kort voor Digital Collection System Network, een overkoepelende term voor verschillende systemen die digitale gegevens verzamelen van zowel e-mails als sms-berichten en telefoongesprekken. Onderdelen ervan zijn: DCS1000, DCS3000, DCS5000 en DCS6000.
DCS1000, beter bekend als Carnivore is een apparaat waarop een packet sniffer is geïnstalleerd. Dit kan aangesloten worden op het netwerk van een internetprovider om het e-mailverkeer van een bepaalde gebruiker te controleren.
DCS3000 of "Red Hook" zou gemaakte gesprekken kunnen verzamelen, nog vooraleer er een oplossing van de Communications Assistance for Law Enforcement Act (CALEA) voorhanden is.
DCS5000 wordt gebruikt door het Federal Bureau of Investigation ter supervisie van andere spionnen of terroristen.
DCS6000 ten slotte vangt de inhoud op van telefoongesprekken en tekstberichten voor analyse.

#### Tempora
Het Government Communications Headquarters (GCHQ) in het Verenigd Koninkrijk is het equivalent van de National Security Agency (NSA) in de Verenigde Staten. Tempora is het aftapsysteem dat door de Britten gebruikt wordt op glasvezelverbindingen. Het is vergelijkbaar met de Amerikaanse variant PRISM, echter verkrijgt Tempora meer metadata dan PRISM.
Tempora bestaat uit twee programma's: "Mastering the Internet" (MTI) en "Global Telecoms Exploitation" (GTE), waarbij vooral het eerste hier wordt toegelicht. Door de meer dan 200 aftappunten op het glasvezelnet komt er 10 gigabit per seconde aan data en metadata binnen. De data wordt daarbij gedurende drie dagen opgeslagen, de metadata gedurende 30 dagen.

## Persoonlijk niveau
Spionage op persoonlijk niveau neemt toe met de digitale revolutie. Het Facebook- en Twittergebruik van individuen, de locatievoorziening in mobiele telefoons of een smart-tv kunnen informatie betekenen voor grote bedrijven. Echter vallen ook programma's als PRISM en Tempora hieronder. Dit is immers cyberspionage door overheden, uitgevoerd op persoonlijk niveau.
Hoe meer we actief zijn in de digitale wereld, hoe meer we kunnen bespioneerd worden. Dat kan voor commerciële doeleinden het geval zijn wanneer we advertenties in ons interesseveld te zien krijgen op eender welke website die we bezoeken. Voor overheden is het vooral een manier om hun territorium te beschermen van slechte bedoelingen. Het probleem daarbij is dat gevoelige informatie steeds in verkeerde handen kan terechtkomen.
Naast de Verenigde Staten met PRISM en het Verenigd Koninkrijk met Tempora, zou ook Frankrijk een eigen spionageprogramma hebben.

### Reacties
James Clapper is hoofd van de Amerikaanse Veiligheidsdienst. Hij komt op voor cyberspionage omdat hij stelt dat het goedgekeurd is door de wet en het een manier is van controle op mensen die de wet (zouden) overtreden. Wel moet opgelet worden met informatie die wordt vrijgegeven rond cyberspionage, omdat het net een middel kan zijn dat tegen iemand kan gebruikt worden als de vijand het in handen krijgt. Dit is een van de redenen waarom cyberspionage zo geheim wordt gehouden.
President Obama ziet cyberspionage enkel als een manier om zijn land te beschermen. Hij laat de wereld weten dat indien de manier tot cyberspionage in de verkeerde handen terechtkomt en misbruikt wordt, dat zij gestraft en vervolgd zullen worden. Cyberspionage is een gevaarlijk gegeven. Als het in de handen komt van de verkeerde mensen worden alle internetgegevens onveilig.

## Economisch niveau
Cyberspionage kan ook op economisch niveau plaatsvinden, ofwel bedrijfsspionage. Dat is het geval wanneer bedrijven elkaar bespioneren omwille van intellectueel eigendom en bedrijfsgeheimen, zo meldt de Algemene Inlichtingen- en Veiligheidsdienst (AIVD). Economische cyberspionage kan een invloed hebben op de concurrentiepositie van bedrijven.
Volgens het AIVD en Infosecuritymagazine zijn Nederlandse bedrijven een aantrekkelijk doelwit voor cyberspionage. Dat komt omdat Nederlandse bedrijven veel gebruik maken van internettoepassingen om hun bedrijfsinformatie te behandelen. Daardoor zijn ze kwetsbaar voor cyberaanvallen. Opmerkelijk hierbij is, dat niet enkel de meest voor de hand liggende organisaties achter deze spionage zouden zitten, maar ook inlichtingsdiensten en minder belangrijke bedrijven.

## Staatsniveau
Spionage op staatsniveau is vooral bekend van de Koude Oorlog. Toen werd er echter nog vaker met echte spionnen gewerkt. Geleidelijk worden deze echter moeilijker en moeilijker realiseerbaar. Vandaar dat ook hier cyberspionage komt opsteken.

### China en VS
Het Amerikaanse ministerie van Defensie beschuldigde China ervan cyberspionage en hackingmethoden te gebruiken. Ook China beschuldigt de V.S. ervan cyberspionage te gebruiken. Hierover werd later een ontmoeting georganiseerd tussen de Amerikaanse president Barack Obama en de Chinese president Xi Jinping.
In het licht van deze wederzijdse beschuldigingen werkte Amitai Etzioni in The Diplomat een model uit van Mutual Assured Restraint (MAR). Dat houdt in dat de beide staten maatregelen kunnen nemen die ze voor nodig houden om zich weerbaar te maken tegen cyberaanvallen, terwijl ze aan elkaar beloven om niet meer onderling aan cyberspionage te doen. In het akkoord dat later tussen de twee naties viel, stellen ze beide om economische cyberspionage te verbieden doch andere spionage (waaronder staatsspionage) blijft mogelijk. Daarnaast wordt niet gespecificeerd welke acties dan wel onder cyberspionage vallen en welke niet. Ook blijkt het niet te handhaven omdat er geen controlemechanisme voor aanwezig is.